# Kwak (vogel)
De kwak (Nycticorax nycticorax) is een vogel uit de familie van de reigers (Ardeidae). Het is een van de kleinere leden van die familie. De wetenschappelijke naam van de soort werd in 1758 als Ardea nycticorax gepubliceerd door Carl Linnaeus in de tiende editie van Systema naturae.

## Kenmerken
De vogel heeft een gedrongen postuur en tamelijk korte poten. De lichaamslengte bedraagt 58 tot 65 cm en het gewicht 500 tot 800 gram. Het verenkleed is bij beide geslachten gelijk. De bovenkop en de rug zijn zwartgroen en de achterhals bevat enkele witte sierveren. De kruin van de volwassen vogel is glanzend zwart. De staart en vleugels hebben een grauwe tint. Het onderlichaam is wit. De jongere vogels hebben een naar verhouding sober, bruingestreept verenkleed.

## Leefwijze
Deze solitair jagende nachtvogel heeft een uitstekend gezichtsvermogen en jaagt voornamelijk in het donker. Hij wacht doodstil in of langs het water op zijn prooi. Overdag verschuilt hij zich in dicht struikgewas. Zijn menu is zeer gevarieerd en sterk afhankelijk van de plaatselijke omstandigheden, en bestaat uit zoetwatervissen, amfibieën, kreeftachtigen, insecten, larven, weekdieren maar ook wel kleine knaagdieren en de kuikens van watervogels.

## Voortplanting
Het legsel bestaat uit vier effen bleek groenblauwe eieren. De broedtijd duurt 21 tot 24 dagen, 21 dagen daarna kunnen de jongen het nest verlaten maar ze blijven 40 tot 50 dagen van de ouders afhankelijk, nadat ze uit het ei gekropen zijn.

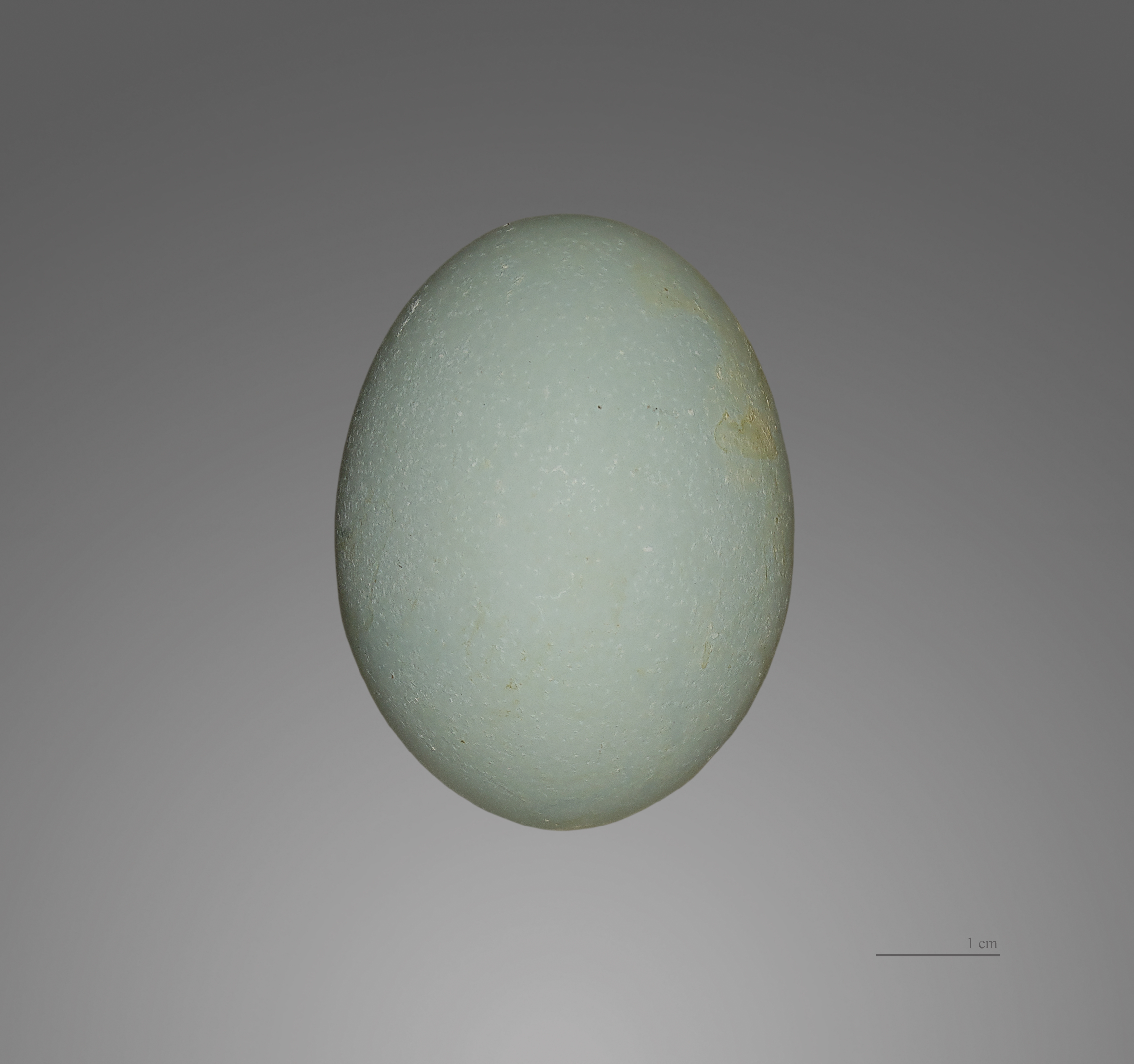
Ei

## Verspreiding en leefgebied
De vogel is deels trekvogel en heeft een bijzonder groot verspreidingsgebied. Hij komt in alle werelddelen voor, behalve Australië en Antarctica.
In Europa zijn er maar een paar gebieden waar hij voorkomt, zo is hij in Nederland en Vlaanderen een uiterst zeldzame broedvogel. In de Verenigde Staten is het een vrij algemene verschijning. Er is een broedkolonie van in vrijheid levende vogels midden in het Smithsonian National Zoological Park in Washington D.C. De kwak staat als niet bedreigd op de internationale Rode Lijst van de IUCN, maar valt wel onder het AEWA-verdrag.
Er worden vier ondersoorten onderscheiden:
- Nycticorax nycticorax nycticorax: van Eurazië tot Indonesië en noordelijk Afrika
- Nycticorax nycticorax hoactli: van zuidelijk Canada tot noordelijk Argentinië, Chili en Hawaï
- Nycticorax nycticorax obscurus: Chili en zuidwestelijk Argentinië
- Nycticorax nycticorax falklandicus: de Falklandeilanden

De kwak leeft vooral in beboste moerassen en riviermondingen.

Vliegbeelden
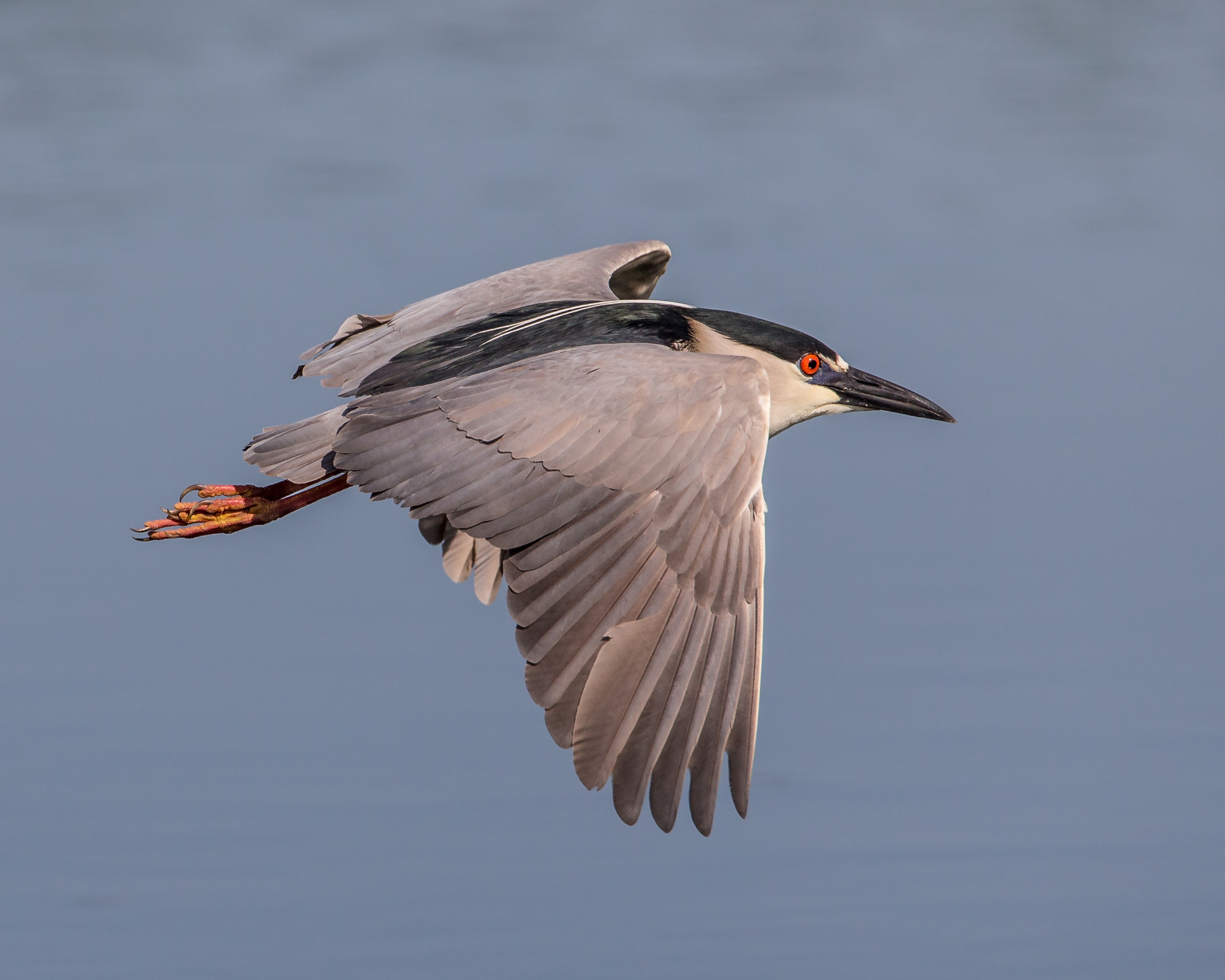
Adult bovenzijde
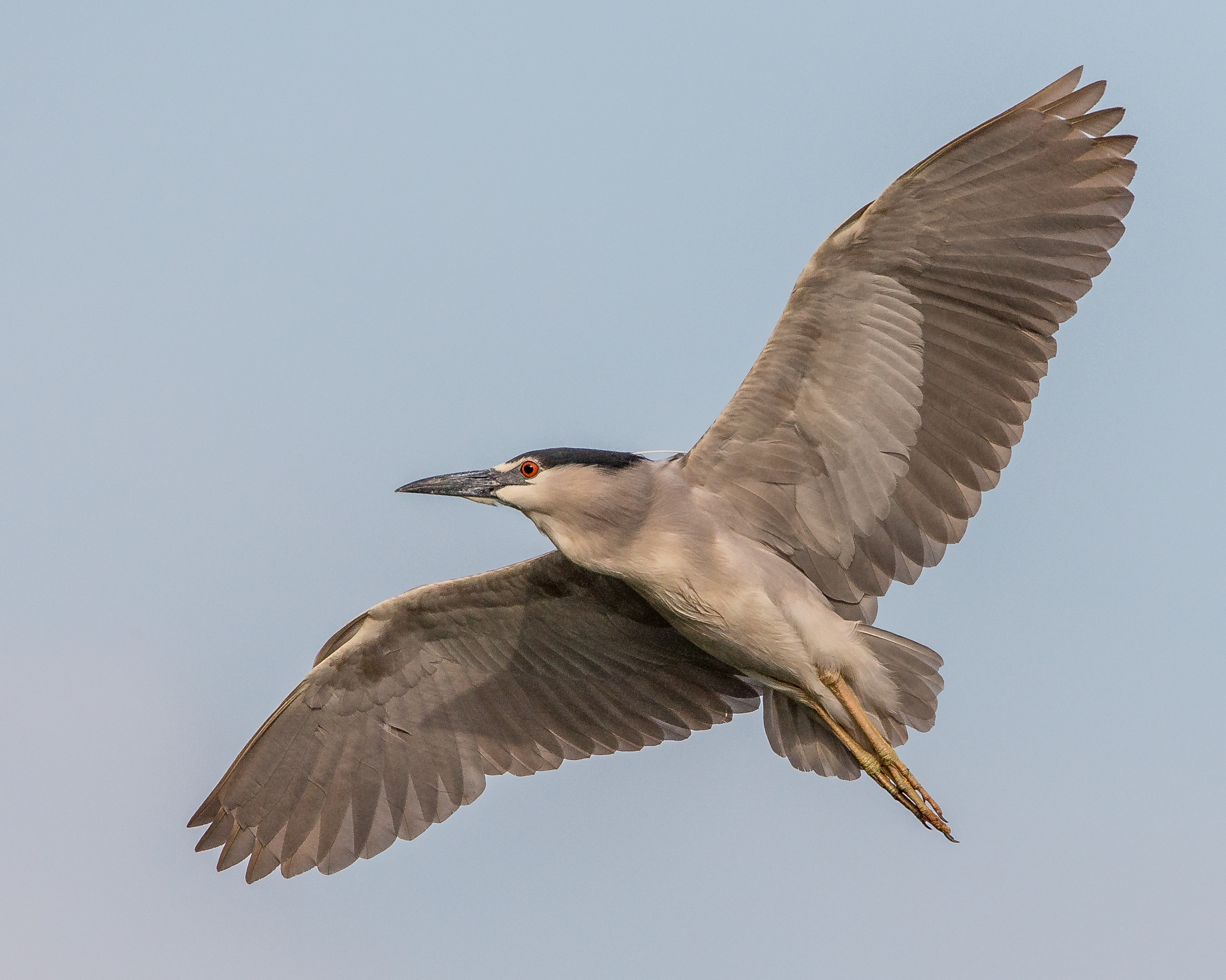
Adult onderzijde
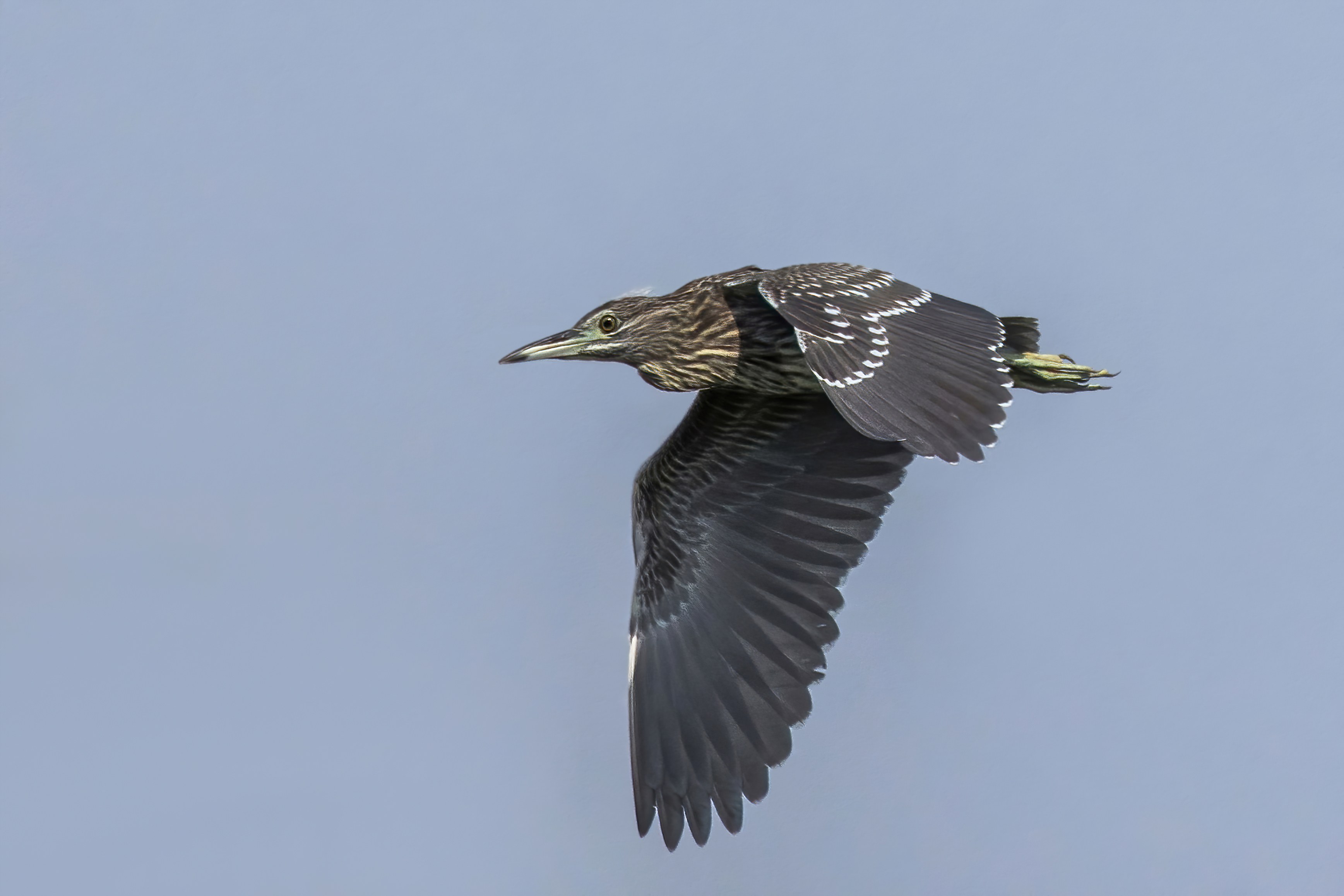
Juveniel
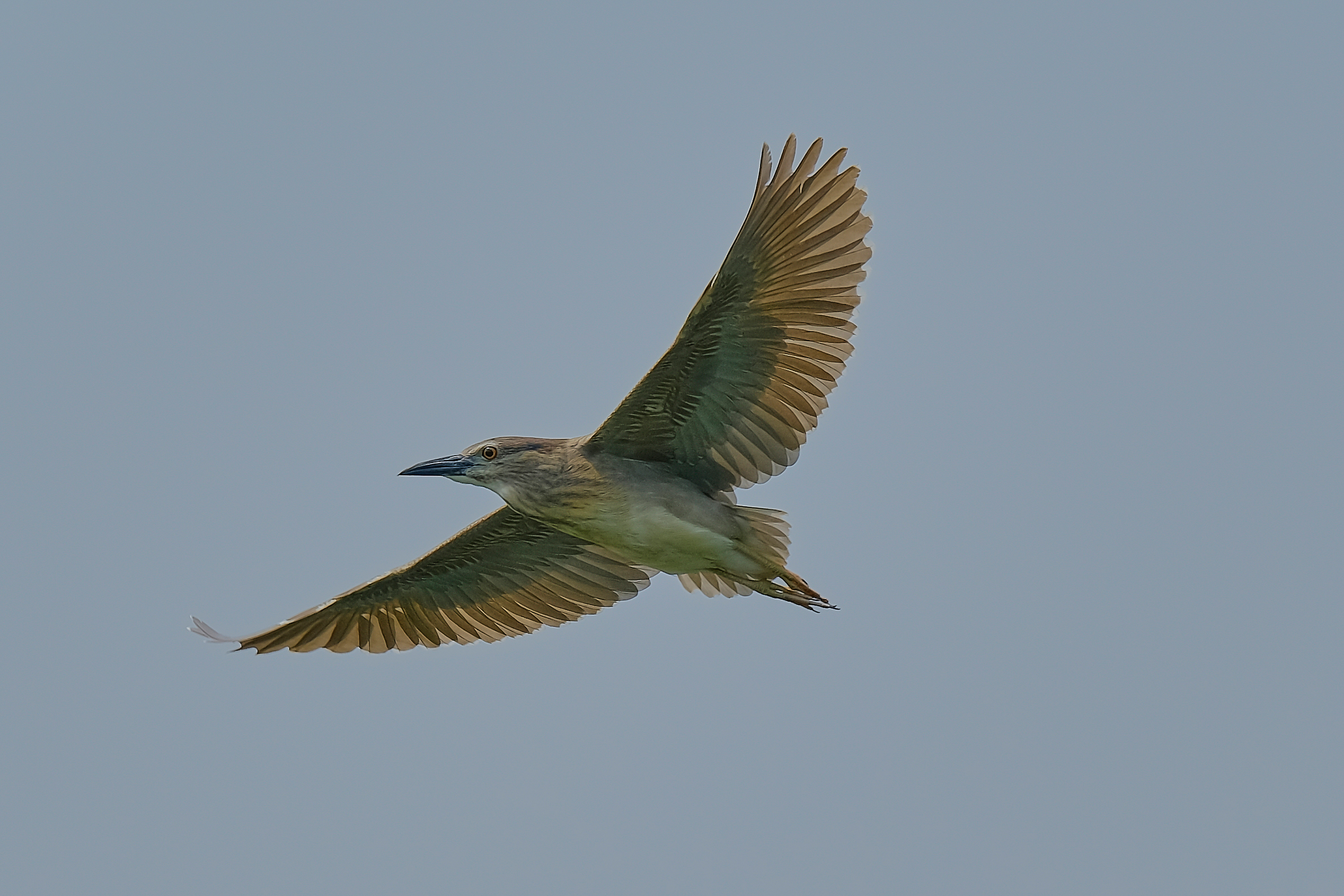
Juveniel onderzijde
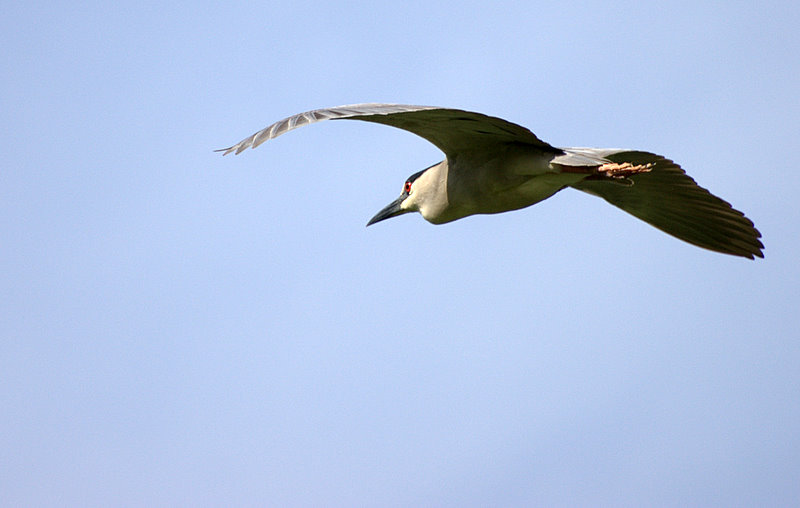
Typisch reigerachtig vliegbeeld met 'bolle' vleugels

## Status in Nederland en België
Volgens historische bronnen waren er in de veertiende tot de zeventiende eeuw grote kwakkenkolonies in Nederland. In de negentiende eeuw was er omstreeks 1860 nog een kolonie van ca. 100 paar. Die huisde op het voormalig Schollevaarseiland, een eiland in een tien jaar later als Alexanderpolder ingepolderd veenplassengebied. Nadat het gebied in 1870 werd ontgonnen vestigden de vogels zich in een eendenkooi bij Lekkerkerk, maar de kolonie is omstreeks 1880 definitief verdwenen. De soort was hiermee als broedvogel in Nederland officieel uitgestorven. In 1908–1909 mislukte een poging de kwak in het Naardermeer te introduceren. Een kleine kolonie van 17 à 18 nesten werd in 1946 ontdekt in een griend in het afgelegen waterrijke gebied de Biesbosch, nu Nationaal Park De Biesbosch. Met regelmaat werden ook uit andere plaatsen in Nederland kleine aantallen broedgevallen gerapporteerd. Niet altijd was duidelijk of het werkelijk wilde vogels betrof; er zijn verscheidene pogingen tot herintroductie geweest met in vogelparken gekweekte dieren. Tussen 1995 en 2007 steeg het aantal jaarlijks gevonden broedparen tot bijna vijftig, daarna fluctueerde het tussen dertig en veertig. De soort staat sinds 2016 als ernstig bedreigd op de  Nederlandse Rode Lijst.
In België komt de kwak onder andere voor in de Zwinstreek en omliggende polders. De soort staat als zeldzaam op de Vlaamse Rode Lijst.

## Status wereldwijd
De grootte van de totale populatie is in 2015 geschat op 0,57-3,73 miljoen individuen. Op de Rode lijst van de IUCN heeft deze soort de status niet bedreigd.

## Afbeeldingen

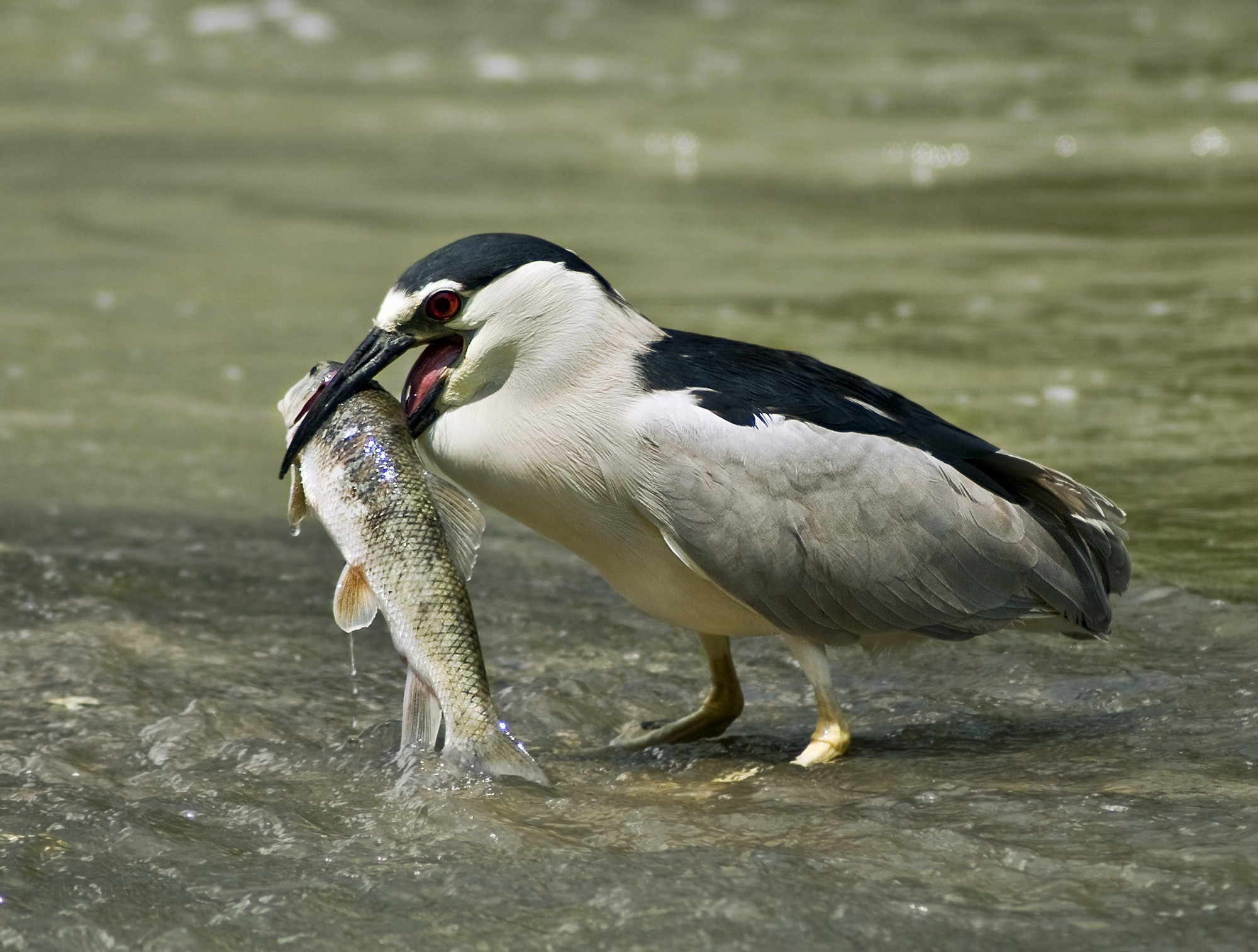
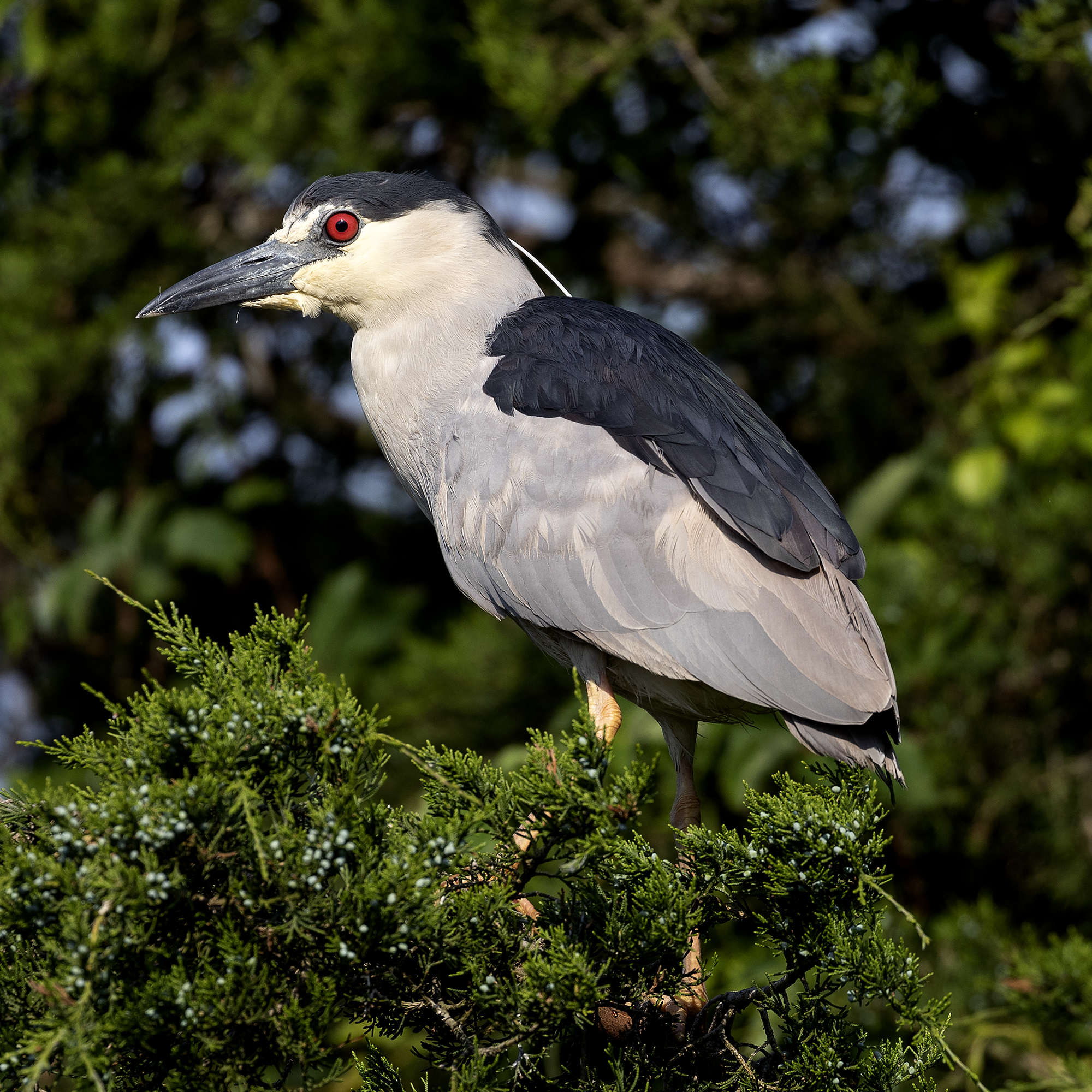

## Lengte, gewicht en leeftijd
- De kwak wordt gemiddeld 65 centimeter lang.
- De kwak weegt gemiddeld 800 gram.

- De kwak leeft tot 20 jaar.

Bron van dit kopje: Dierenpark Amersfoort